# Phyllomedusa baltea
Phyllomedusa baltea es una especie de anfibios de la familia Phyllomedusidae. Es endémica del Perú.
Sus hábitats naturales incluyen montanos secos y marismas intermitentes de agua dulce. Está amenazada de extinción por la destrucción de su hábitat natural.